# Viewport
Als Viewport (übersetzt etwa Sichtöffnung) wird je nach Anwendungsgebiet ein Ausschnitt eines Bildes, eines Videos, einer virtuellen oder realen Welt bezeichnet oder der für die Darstellung zur Verfügung stehende Bereich.

## Programmierung
In der Programmierung wird der Anzeigebereich im Fenster der Anwendung, der für die Darstellung des Anwendungsinhaltes tatsächlich zur Verfügung steht, als Viewport bezeichnet.
So gilt etwa im Webdesign die Regel „Bildschirm-Auflösung > Desktopgröße > Browserfenstergröße > Anzeigebereich (Viewport)“.
Inhalte außerhalb des Viewports sind aufgrund des Clippings nicht sichtbar.

## Grafik- und CAD-Programme, Kartografie
Bei Grafik- und CAD-Programmen spricht man neben Viewports auch von Ansichtsbereichen, Ansichtsfenstern (AutoCAD) oder verschiedenen Sichten; in der Kartografie ist es ein benutzerdefiniertes Fenster durch das auf Teile der Karten-Datenbank zugegriffen werden kann, wie es auch beispielsweise bei den Bedienelementen von Google Maps oder ähnlichen Anwendungen zum Einsatz kommt.

## Videoschnitt
In der Videotechnik definiert der Viewport den Ausschnitt aus dem gefilmten Material der im fertigen Film tatsächlich sichtbar ist. 

## Militärisch
Der Begriff taucht unter anderem auch im Bereich der Fernspäher auf, die durch eine Luke oder einen Viewport bei ihren Beobachtungen aus einem Bunker oder Beobachtungsstand auch nur Ausschnitte der Situation einsehen können.

## Musik, MIDI-Technik
In der Musik ist der MIDI Viewport ein Teil der MIDI-Information der unter anderem für die Darstellung der Textausgabe zuständig ist.